# Jagdszenen aus Niederbayern (Film)
Jagdszenen aus Niederbayern ist ein 1968 gedrehter deutscher Kinofilm des Regisseurs Peter Fleischmann mit Martin Sperr in der Hauptrolle.

## Handlung
Nach längerer Abwesenheit kommt der 20-jährige Mechaniker Abram zu seiner Mutter in sein kleines Heimatdorf in Niederbayern zurück. Beide sind als Nachkriegsflüchtlinge keine Einheimischen, weshalb Abrams Mutter umso mehr darauf bedacht ist, ihren guten Ruf zu wahren. Sie erzählt den anderen Dorfbewohnern, dass ihr Sohn während seiner Abwesenheit in der Großstadt gearbeitet habe. Schon bald wird allerdings im Dorf getuschelt, dass Abram im Gefängnis in Landshut eingesessen habe. Über den Grund seines Gefängnisaufenthaltes hält sich Abram bedeckt, doch schnell kommt heraus, dass er wegen eines Kontakts mit einem anderen Mann aufgrund des damals noch geltenden Paragrafen 175 eingesessen hat. Abram ist als homosexueller Ex-Sträfling nun endgültig zum Außenseiter abgestempelt und wird angefeindet. Seine Mutter grenzt sich von ihm ab, um von den anderen Dorfbewohnern nicht mit ihm in Verbindung gebracht zu werden.
Die Dorfgemeinschaft, in der viele in der Landwirtschaft arbeiten, gemeinsame Schlachtungen und Ernten vornehmen und meistens sonntags in die katholische Kirche gehen, bietet zwar der Mehrheitsgesellschaft ein enges Gemeinschaftsleben – Personen, die sich nicht anpassen können oder wollen, werden aber gnadenlos ausgegrenzt. Neben Abram trifft das auch auf die als „Dorfhure“ verschriene Hannelore zu, die der einzige Mensch ist, der Abram Verständnis und Zuwendung entgegenbringt. Allerdings hofft Hannelore darauf, dass Abram eine offenbar frühere Liebesbeziehung mit ihr fortsetzt, wozu dieser allerdings nicht gewillt scheint. Die Witwe Maria, bei der Abram auf dem Hof lebt, ist wegen ihres behinderten Sohns Ernstl und ihrer unehelichen Beziehung mit ihrem Knecht Volker ebenfalls Gegenstand von Dorflästereien. Langhaarige junge Menschen und Gastarbeiter werden zeitweilig ebenfalls zu Zielscheiben. Volker bedrängt Hannelore in einem Kornfeld, die auf seine Nötigungen hin schließlich einwilligt, gegen Geld mit ihm Sex zu haben.
Derweil steigern sich die Vorurteile der Dorfbewohner gegen Abram zu blankem Hass, der sich bald zu einer Art „Menschenhatz“ ausweitet. Die zufällig vorbeifahrende Fleischerin beobachtet Abram auf der Autobahnbrücke in einer Umarmung mit Ernstl, was sich zu der Spekulation ausweitet, Abram habe den behinderten Jugendlichen vergewaltigt. Maria verweist Abram ihres Hofes und dieser beschließt, das Dorf für immer zu verlassen. Er wird jedoch von den Dorfbewohnern am Einsteigen in den Bus gehindert, da die Fleischerin unterdessen die Polizei verständigt hat und ihn anzeigen will. Denn inzwischen hat die schwangere Hannelore vor den Dorfbewohnern behauptet, dass Abram auch der Vater ihres Sohnes sei, was die Wut im Dorf auf Abram noch gesteigert hat. Als Hannelore ihn am Verlassen des Dorfes hindern will, kommt es zum Streit, bei dem die junge Frau von Abram im Affekt getötet wird. Der Dorfpöbel gerät in Rage und in einer gemeinschaftlichen Meute suchen die Dorfbewohner den Wald nach Abram ab. Abram wird gestellt und verhaftet, daraufhin feiert die Dorfgemeinde fröhlich bei einem Dorffest.

## Produktionshintergründe
Der Film basiert auf dem Theaterstück Jagdszenen aus Niederbayern des Hauptdarstellers Sperr. Neben Sperr hatte sich nach Angaben von Fleischmann auch Rainer Werner Fassbinder für die Hauptrolle interessiert. Fleischmann mischte in der Besetzung professionelle Darsteller mit Laienschauspielern, teilweise direkt aus den Drehorten, um so für eine authentische Atmosphäre zu sorgen. Den 73-jährigen Johann Brunner, der den Filmdreh nachträglich als beste Zeit seines Lebens bezeichnete, überzeugte Fleischmann, als alter Knecht vor die Kamera zu treten. Für die damals noch unbekannten Jungschauspielerinnen Angela Winkler und Hanna Schygulla war dies beider erster abendfüllender Kinospielfilm.
Die Dreharbeiten fanden vom 5. August bis 6. Oktober 1968 statt, die Hauptkulisse war das Dorf Unholzing, auch im Nachbardorf Ergoldsbach wurde gedreht. Viele der Bewohner des Ortes waren ursprünglich davon ausgegangen, es werde ein Jagdfilm gedreht. Die Dorfbewohner wirkten trotz der damals provokanten Thematik am Film als Nebendarsteller und Statisten mit. Die Beziehung zwischen Dorfbewohnern und Regieteam war löblich, wie Regisseur Fleischmann nochmals 2019 in einem Interview bekräftigte. Einige der Dorfbewohner erklärten zur Premiere im Interview, sie hätten die Mitglieder der Filmcrew – obwohl einige von ihnen lange Haare gehabt hätten – sympathisch gefunden. Auf die Frage, wie ein Dorfbewohner, der sich etwas „zu Schulde kommen“ lassen hätte, in Unholzing behandelt werden würde, antwortete ein Befragter, dieser würde bestimmt geschnitten werden.
Jagdszenen aus Niederbayern erlebte seine Welturaufführung im Mai 1969 während der Internationalen Filmfestspiele in Cannes. Die deutsche Erstaufführung erfolgte am 29. Mai 1969 in Landshut. Die Reaktion auf den Film in der Region war zum Teil feindselig und eine Person schrieb gar an die Zeitung: „Am liebsten würde ich das ganze Kino mit dieser Schweinerei in die Luft fliegen lassen!“ Andere Besucher der Kinopremiere machten sich Sorgen um den Ruf der Region Niederbayern. Dagegen gab es bei der Premiere in Landshut auch positive Stimmen, die die gesellschaftskritischen Aspekte und eine lebensnahe Inszenierung lobten. Im deutschen Fernsehen war der Film erstmals am 11. März 1977 in der ARD zu sehen.

## Auszeichnungen
Der Laiendarsteller Michael Strixner (1938–2013), im eigentlichen Beruf Filmvorführer, erhielt für seine Darstellung des Knechts Schorsch den Deutschen Filmpreis als Bester Darsteller. Martin Sperr, Angela Winkler, Else Quecke, Maria Stadler und Hanna Schygulla erhielten ebenfalls Nominierungen für den Deutschen Filmpreis. Fleischmann erhielt das deutsche Filmband in Silber, eine Auszeichnung als zweitbester bundesdeutscher Film des Jahres.
Jagdszenen aus Niederbayern wurde von der BRD als offizieller deutscher Vorschlag in das Rennen um den Oscar als Bester fremdsprachiger Film auf der Oscarverleihung 1970 geschickt, erhielt allerdings keine Nominierung.

## Kritik
Die Filmbewertungsstelle Wiesbaden erteilte dem Werk das Prädikat „Wertvoll“.
Der Evangelische Filmbeobachter zog folgendes Fazit: „Peter Fleischmanns Spielfilmdebut, das in konsequenter Weise die Gefahren einer Massenpsychose zeigt. [...] Unprätentiös und realistisch wird eins der wesentlichen Phänomene der Ursituation des Faschismus aufgezeigt: die Austauschbarkeit der Positionen, Verfolger werden zu Verfolgten und umgekehrt.“
Reclams Filmführer urteilte: „Fleischmann hat die Szenerie des deutschen Heimatfilms wiederentdeckt. Aber Personal und Dekorationen sind gründlich verändert. Neben den Berufsschauspielern stehen Laien vor der Kamera, das Milieu wird mit kräftigen Strichen gezeichnet. Dabei ist der Regisseur nicht ganz der Gefahr entgangen, sein Dorf als Panoptikum, die Dörfler als abnorme Monstren zu zeichnen. Doch ganz deutlich wird die bornierte Engstirnigkeit, die Mechanik des Konformismus, die den „Andersartigen“ ausstößt und jagt. Deutlich werden die Brutalität grobschlächtiger Witze, Unbelehrbarkeit, Vorurteile.“
Das französische Filmmagazin Cahiers du Cinema fand lobende Worte: „Jagdszenen aus Niederbayern ist vielleicht der erste wirklich deutsche Film seit Kriegsende, nicht weil es ein Film über Deutschland wäre oder über typisch deutsche Verhaltensweisen: Rassismus, Faschismus, irrationale Ausgrenzungen gibt es überall; sondern weil er tief verwurzelt ist in seinem Land, seiner Kultur, seinem Alltag.“
Das Lexikon des Internationalen Films schrieb über Jagdszenen in Niederbayern: „Eine polemische Entmythisierung verlogener Heimatfilmklischees, verbunden mit einer sarkastischen Beschreibung dumpfer Provinzmentalität, die als Keimzelle politischer Repression erscheint. Lokalkolorit und folkloristisches Ambiente dienen weniger der dokumentarischen Milieustudie, sondern sind zu einer symbolträchtigen negativen Idylle stilisiert, die auch vor grellen Klischees und Denunziationen nicht zurückschreckt – was die Glaubwürdigkeit der Parabel etwas mindert.“

„Unter dem Deckmantel dörflicher Wohlanständigkeit zeigt der Film Grausamkeit, unterdrückte Sexualität und Intoleranz gegenüber Außenseitern jeder Art […] Der Film entspricht dem konventionellen Problemfilm, allerdings auf dem Stand heutiger gesellschaftlicher Aufklärung gebracht. Was den Film aber letztlich zu Fall bringt, ist seine konventionelle Machart, die das ganze Anliegen in Langeweile erstickt.“

„Ein Meisterwerk;  die zugleich erbarmungslose und brillant amüsante Studie einer Dorfgemeinschaft, die einen Bauernburschen wegen seinen vermuteten päderastischen Neigungen ächtet und ihn zu einem Mord treibt, ehe sie ihn in einer organisierten Menschenjagd zur Strecke bringt. Die Szenen vom Landleben […] sind so reich im Detail, als hätten Breughel und Flaubert zusammengewirkt.“